# Chłopiec i świat
Chłopiec i świat (port. O Menino e o Mundo) – pełnometrażowy film animowany z 2013 roku w reżyserii i według scenariusza Alê Abreua.

## Opis fabuły
Chłopiec wyrusza w pełną przygód podróż, by odnaleźć ojca.

## Nominacje i nagrody
Film otrzymał bardzo pozytywne oceny krytyków, co przyczyniło się do jego popularności.
Oscary
- nominacja w kategorii najlepszy film animowany

Annie
- Annie w kategorii najlepszy niezależny film animowany
- nominacja w kategorii najlepsze indywidualne osiągnięcie: muzyka
- nominacja w kategorii najlepsze indywidualne osiągnięcie: scenografia